# Juvincourt-et-Damary
Cet article possède un paronyme, voir Juvancourt.
Juvincourt-et-Damary est une commune française située dans le département de l'Aisne, en région Hauts-de-France.

## Géographie

### Localisation
- 1Carte dynamique
- 2Carte OpenStreetMap
- 3Carte topographique

Le territoire communal est limité à l'est par l'autoroute A26 et à l'ouest par l'ancienne RN 44 (actuelle RD 1044). L'ex RN 375 (actuelle RD 975) se trouve au sud de la commune.

### Hydrographie

#### Réseau hydrographique
La commune est située dans le bassin Seine-Normandie. Elle est drainée par l'Aisne, la Miette et le ruisseau de Fayau,,.
L'Aisne est un  cours d'eau naturel navigable de 256 km de longueur, traversant les cinq départements Meuse, Marne, Ardennes, Aisne, Oise. Elle est un affluent de rive gauche de l'Oise, ce qui fait d'elle un sous-affluent de la Seine. Les caractéristiques hydrologiques de l'Aisne [partielle] sont données par la station hydrologique située sur la commune de Berry-au-Bac. Le débit moyen mensuel est de 35 m3/s. Le débit moyen journalier maximum est de 434 m3/s, atteint lors de la crue du 24 décembre 1993. Le débit instantané maximal est quant à lui de 443 m3/s, atteint le 20 juillet 2021.
La Miette, d'une longueur de 15 km, prend sa source dans la commune de Amifontaine et se jette  dans l'Aisne en limite de Pontavert et de Berry-au-Bac, face à Cormicy, après avoir traversé cinq communes.

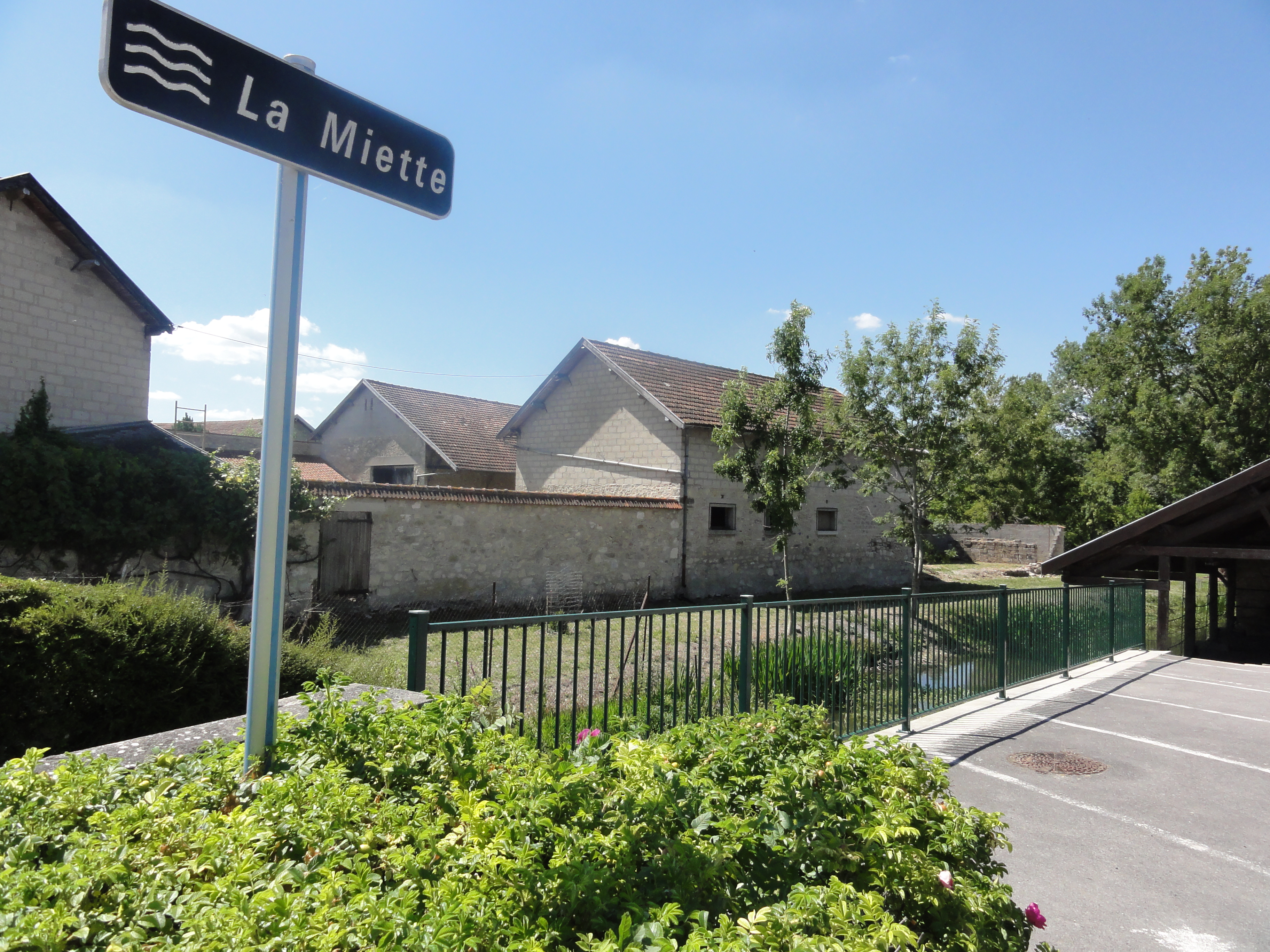
La Miette.
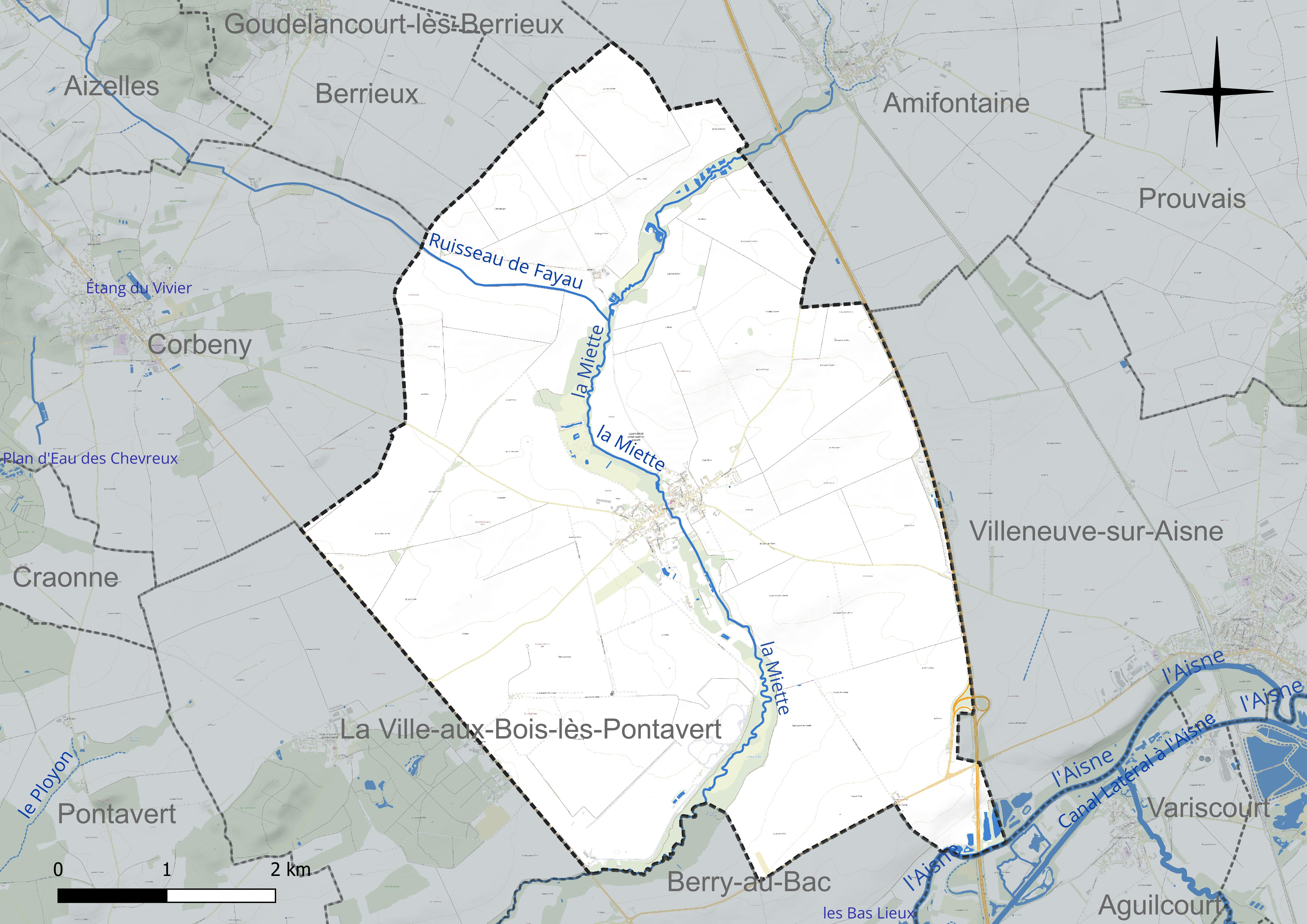
Réseau hydrographique de Juvincourt-et-Damary.

#### Gestion et qualité des eaux
Le territoire communal est couvert par le schéma d'aménagement et de gestion des eaux (SAGE) « Aisne Vesle Suippe ». Ce document de planification, dont le territoire s'étend sur 3 096 km2 répartis sur trois départements (Aisne, Marne et Ardennes) et deux régions (Champagne-Ardenne et Picardie), a été approuvé le 16 décembre 2013. La structure porteuse de l'élaboration et de la mise en œuvre est le Syndicat d'aménagement des bassins Aisne Vesle Suippe (SIABAVES).
La qualité des cours d'eau peut être consultée sur un site spécial géré par les agences de l'eau et l'Agence française pour la biodiversité.

### Climat
Pour des articles plus généraux, voir Climat des Hauts-de-France et Climat de l'Aisne.
En 2010, le climat de la commune est de type climat océanique dégradé des plaines du Centre et du Nord, selon une étude du CNRS s'appuyant sur une série de données couvrant la période 1971-2000. En 2020, Météo-France publie une typologie des climats de la France métropolitaine dans laquelle la commune est exposée à un climat océanique altéré et est dans la région climatique Nord-est du bassin Parisien, caractérisée par un ensoleillement médiocre, une pluviométrie moyenne régulièrement répartie au cours de l'année et un hiver froid (3 °C).
Pour la période 1971-2000, la température annuelle moyenne est de 10,4 °C, avec une amplitude thermique annuelle de 15,2 °C. Le cumul annuel moyen de précipitations est de 694 mm, avec 11,4 jours de précipitations en janvier et 8,7 jours en juillet. Pour la période 1991-2020, la température moyenne annuelle observée sur la station météorologique la plus proche, située sur la commune de Martigny-Courpierre à 16 km à vol d'oiseau, est de 10,7 °C et le cumul annuel moyen de précipitations est de 734,4 mm,. Pour l'avenir, les paramètres climatiques de la commune estimés pour 2050 selon différents scénarios d'émission de gaz à effet de serre sont consultables sur un site spécial publié par Météo-France en novembre 2022.

## Urbanisme

### Typologie
Au 1er janvier 2024, Juvincourt-et-Damary est catégorisée commune rurale à habitat dispersé, selon la nouvelle grille communale de densité à 7 niveaux définie par l'Insee en 2022.
Elle est située hors unité urbaine. Par ailleurs la commune fait partie de l'aire d'attraction de Reims, dont elle est une commune de la couronne,. Cette aire, qui regroupe 294 communes, est catégorisée dans les aires de 200 000 à moins de 700 000 habitants,.

### Occupation des sols
L'occupation des sols de la commune, telle qu'elle ressort de la base de données européenne d'occupation biophysique des sols Corine Land Cover (CLC), est marquée par l'importance des territoires agricoles (89,6 % en 2018), une proportion identique à celle de 1990 (89,6 %). La répartition détaillée en 2018 est la suivante : 
terres arables (88,5 %), forêts (5,1 %), espaces verts artificialisés, non agricoles (3,6 %), zones urbanisées (1,1 %), zones agricoles hétérogènes (1,1 %), eaux continentales (0,6 %).
L'évolution de l'occupation des sols de la commune et de ses infrastructures peut être observée sur les différentes représentations cartographiques du territoire : la carte de Cassini (XVIIIe siècle), la carte d'état-major (1820-1866) et les cartes ou photos aériennes de l'IGN pour la période actuelle (1950 à aujourd'hui).

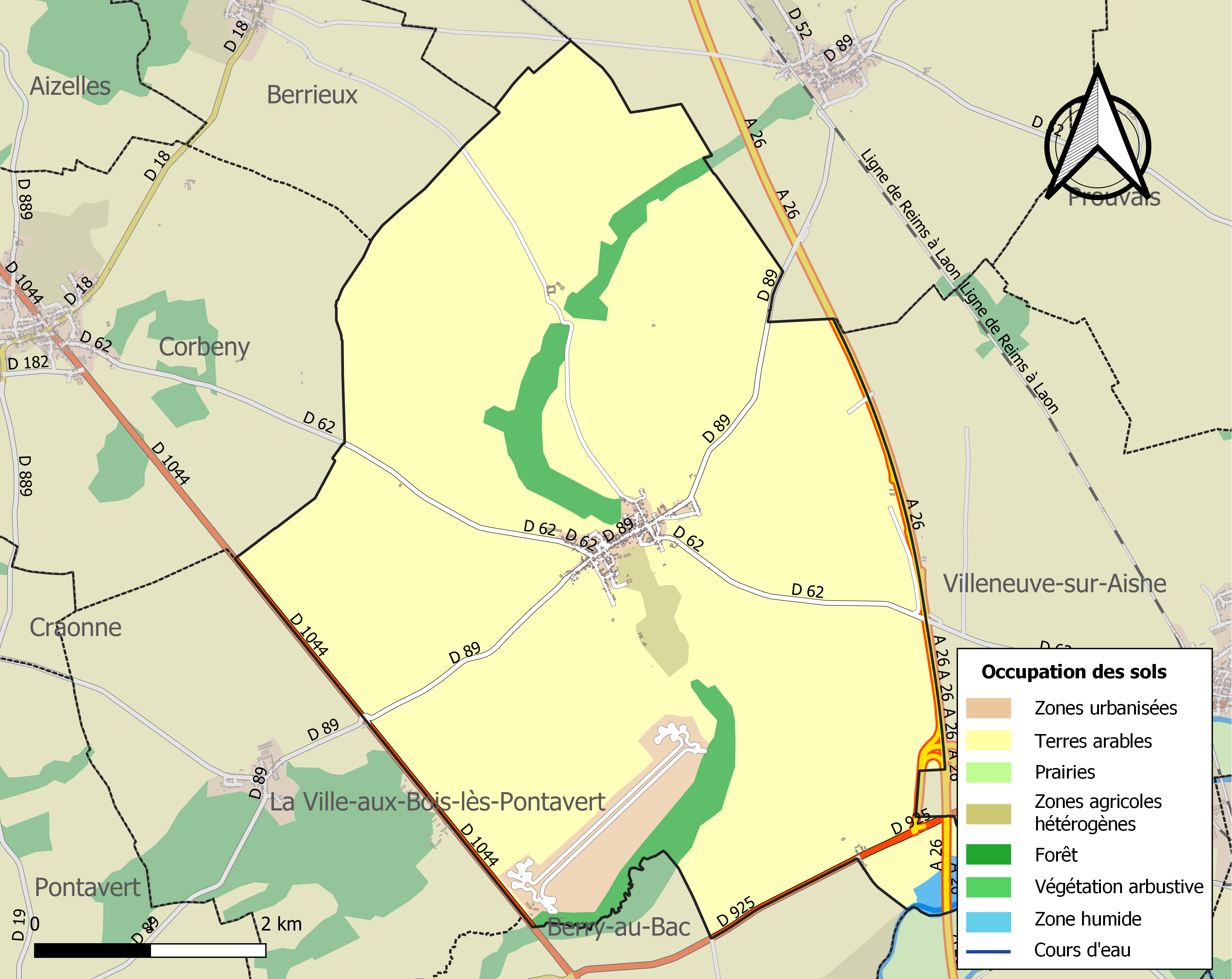
Carte de l'occupation des sols de la commune en 2018 (CLC).

## Toponymie
Juvincourt est attesté sous les formes Juvinicurtis (1082) ; Jovincurt (1156) ; Jovinicurtis (1163) ; Givincurt (1165) ; Juvincort (1221) ; Givincourt (1233) ; villa de Gevincort (1234) ; Juvincortis (1238) ; Joviscurtis (1263) ; Gevincourt-Magnus (1340) ; Gevincourt (1343).
Damary, ancien hameau, est attesté sous les formes Damaria, Damerie (1244) ; Damemaria (1246) ; Territorium de Domina Maria (1248) ; Dame-Marie (XIIIe siècle) ; Dame-Marie, Daleiz-Jevincourt (1363) ; Dame-Marie-et-Faiault (1568) ; Dannemarie (1729) ; Damarie (1735) ; Dammemarie.

Damary, du bas latin domna et du nom de sainte Maria : « sainte Marie ».

## Histoire
Dans une enclave avançant sur la Miette se trouve depuis fort longtemps un regroupement de feux appelé Dame-Marie. La mémoire locale fait remonter la renaissance du village à la donation faite par Elinand, évêque de Laon aux religieux du Mont-d'Hor, en 1087, qui était en désolation. Le village est cité en 1218 dans un cartulaire de Laon par un aveux de Milon, chevalier de Sissone pour la forteresse Munitio et la ville de Dame-Marie, aussi en 1704 comme seigneur Julien Philippe de Billy. Les abbés de Saint-Thierry en étaient seigneurs et ceux de Saint-Remi des décimateurs. 
Le site du Gué de Mauchamp à Juvincourt-et-Damary est l'un des rares habitats mérovingiens qui aient fait l'objet d'une fouille presque complète, des tombes furent mises au jour en 1874 sur le petit tertre qui surplombe Damary à ce qui devait être le cimetière qui entourait l'église disparue. Le notaire de Juvincourt, M. Lermier, et son successeur Chemin en avaient décrit les fouilles.
Un important chantier de reconstitution de ce site a été réalisé au musée des Temps Barbares à Marle, sous le nom de « village franc ». Il permet au public de découvrir la vie quotidienne des paysans mérovingiens
Juvincourt et Danemarie sont réunies le 25 juillet 1788 par l'assemblée provinciale de Soissons, ce est confirmé lors de la Révolution française, le 21 octobre 1791, par l'arrêté du directoire du département de l'Aisne, formant la commune de Juvincourt-et-Damary.
Sous l'Ancien Régime, Juvincourt est constitué de deux paroisses : le Petit Juvincourt, dont l'église est placée sous le vocable de Saint-Rémy, et le Grand Juvincourt, dont l'église est placée sous celui de Sainte-Preuve. Quasiment accolées, ces deux paroisses sont séparées par la rivière la Miette. La carte de Cassini indique Damary comme un hameau.
Première Guerre mondiale

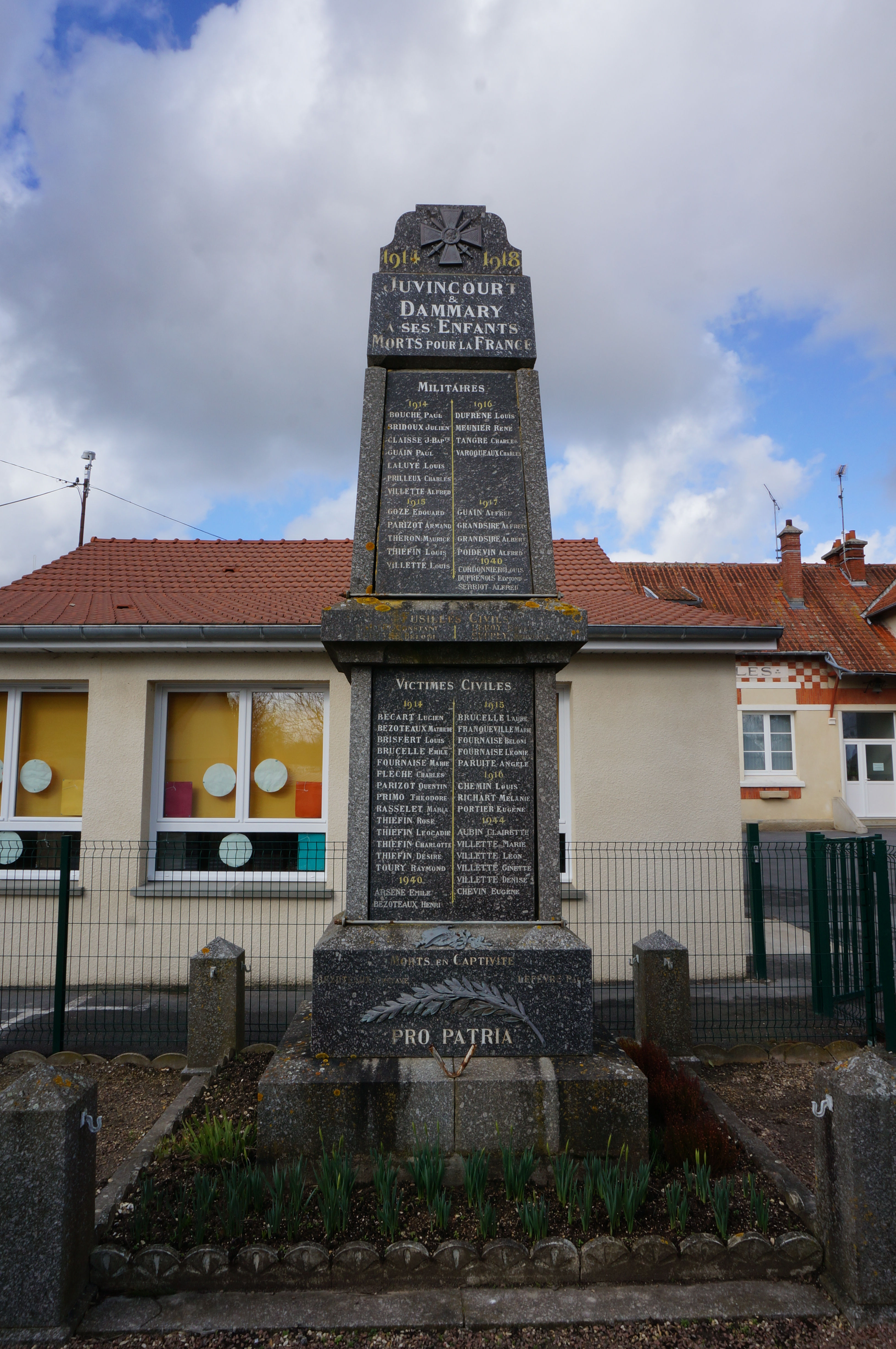
Le monument aux morts

La commune est occupée par l´ennemi pendant quatre ans et située, en 1917, en pleine ligne de bataille du Chemin des Dames.
Le village est considéré comme détruit à la fin de la guerre et a  été décoré de la Croix de guerre 1914-1918, le 17 octobre 1920.
En 1920, Juvincourt-et-Damary est  adopté par le Cantal dans le cadre de l'adoption des communes dévastées par les régions non sinistrées. Afin de reconstruire le village, la coopérative de reconstruction de Juvincourt-et-Damary, constituée le 19 décembre 1920 et dissoute le 30 novembre 1935. Elle permit la réhabilitation notamment du lavoir en 1925

Cartes postales allemandes de la Première Guerre mondiale en 1915
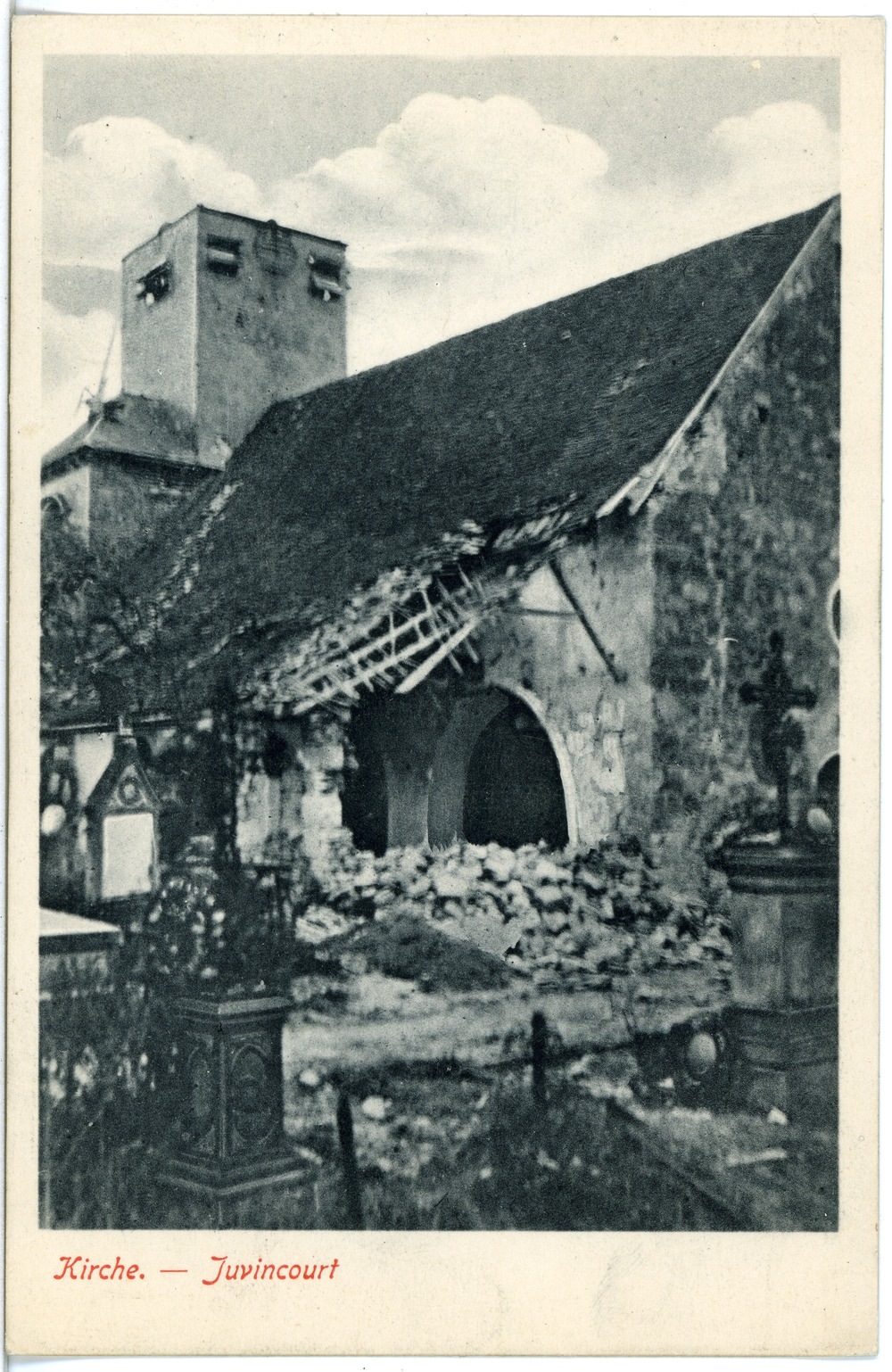
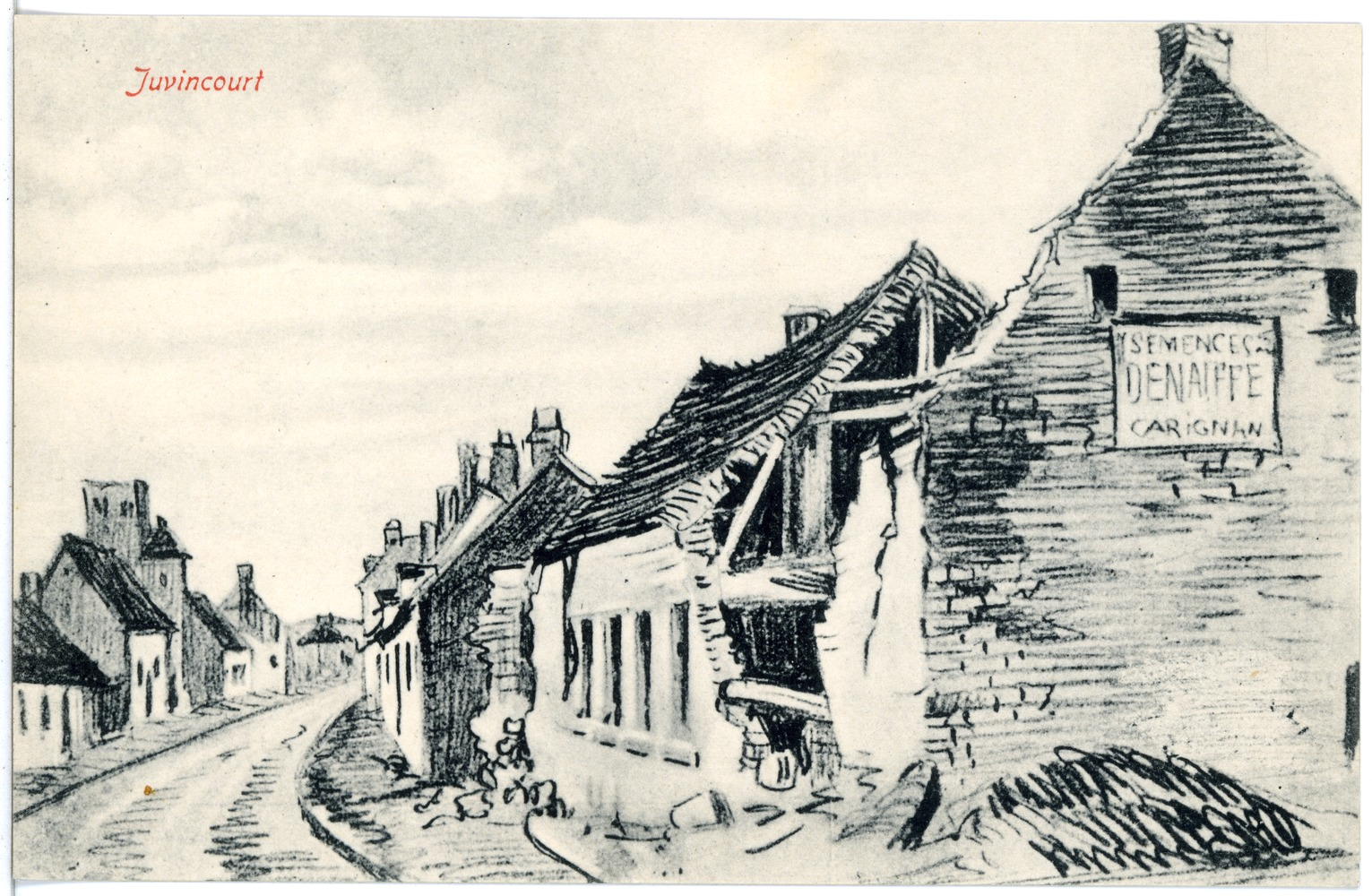
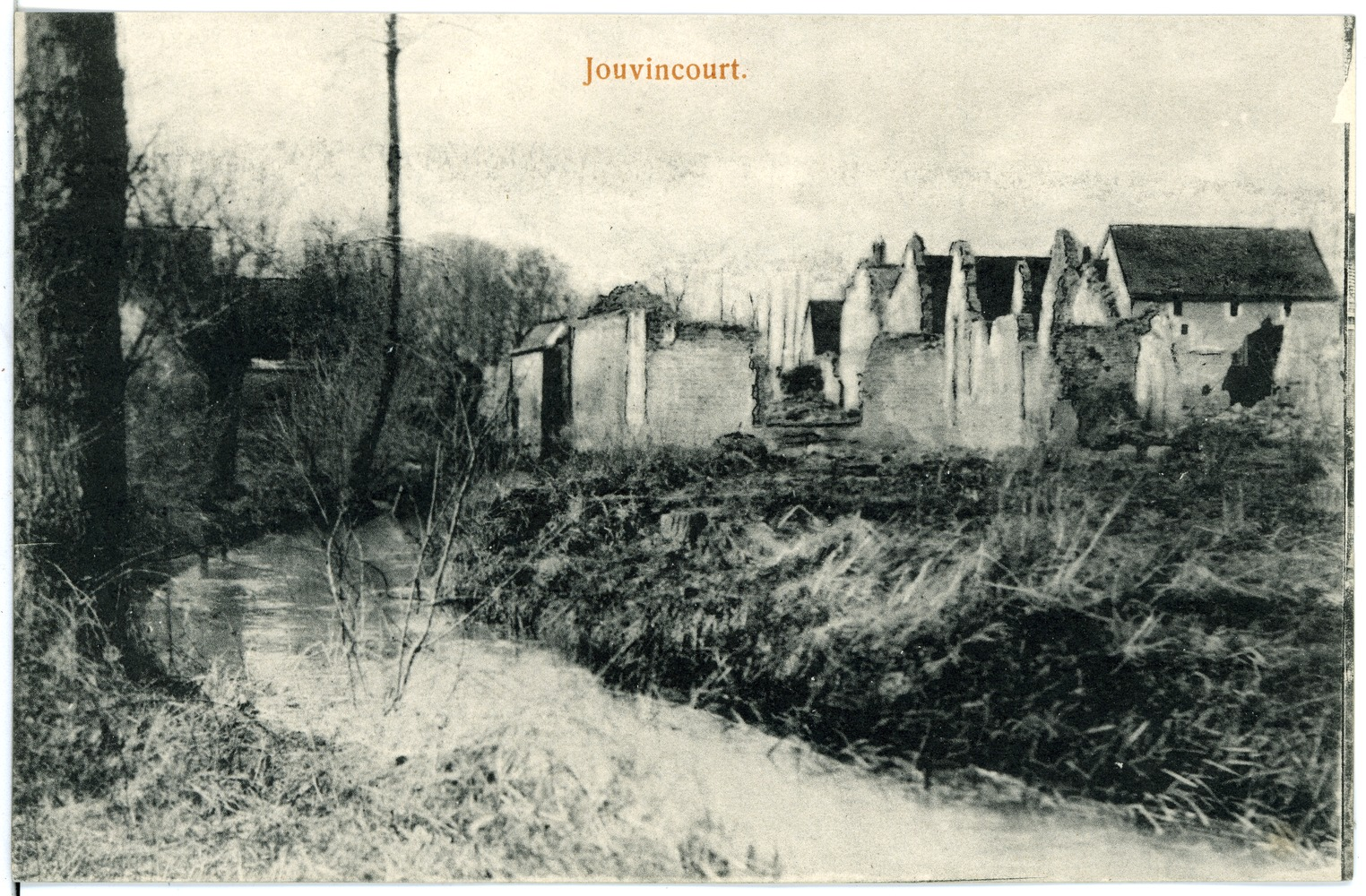
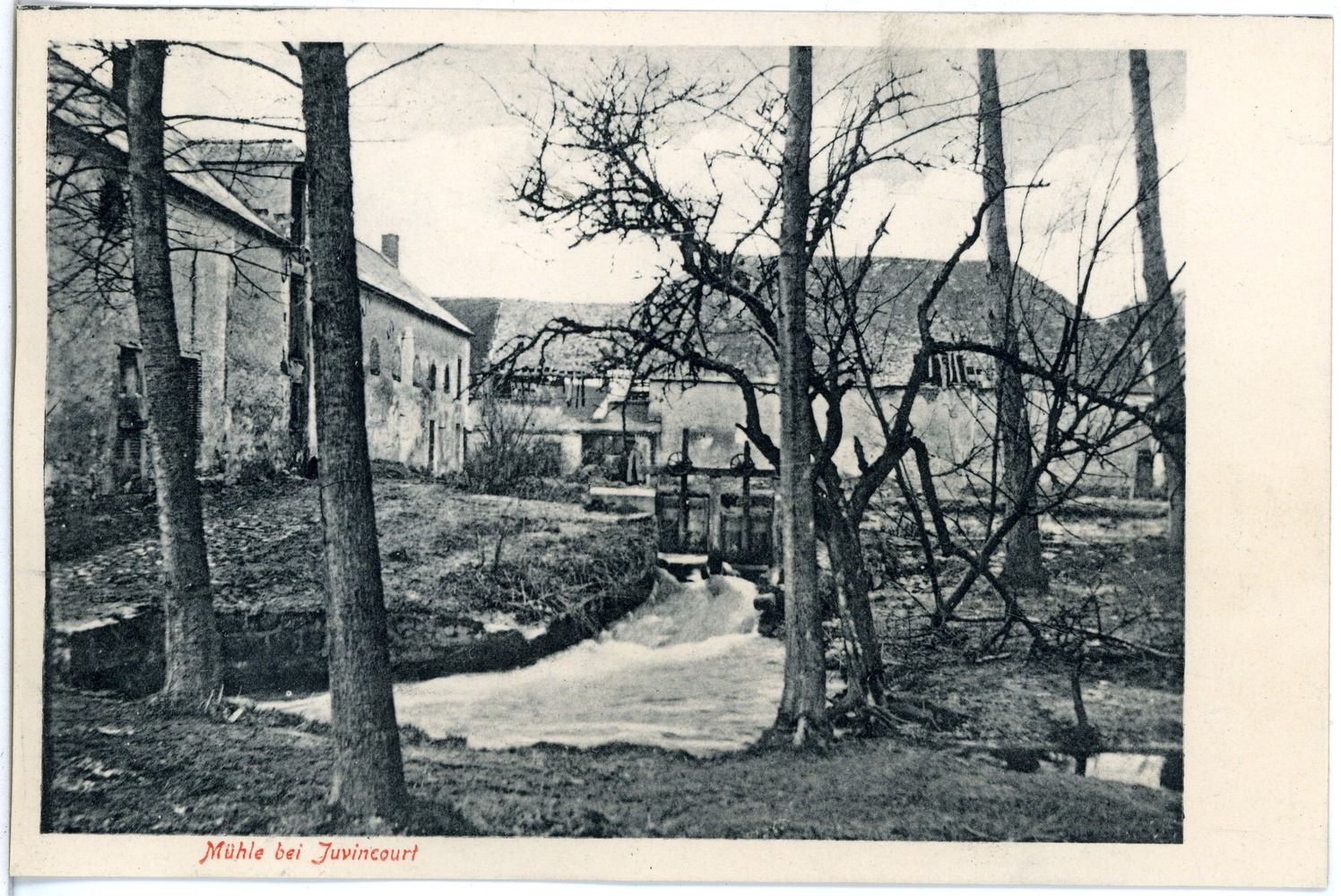
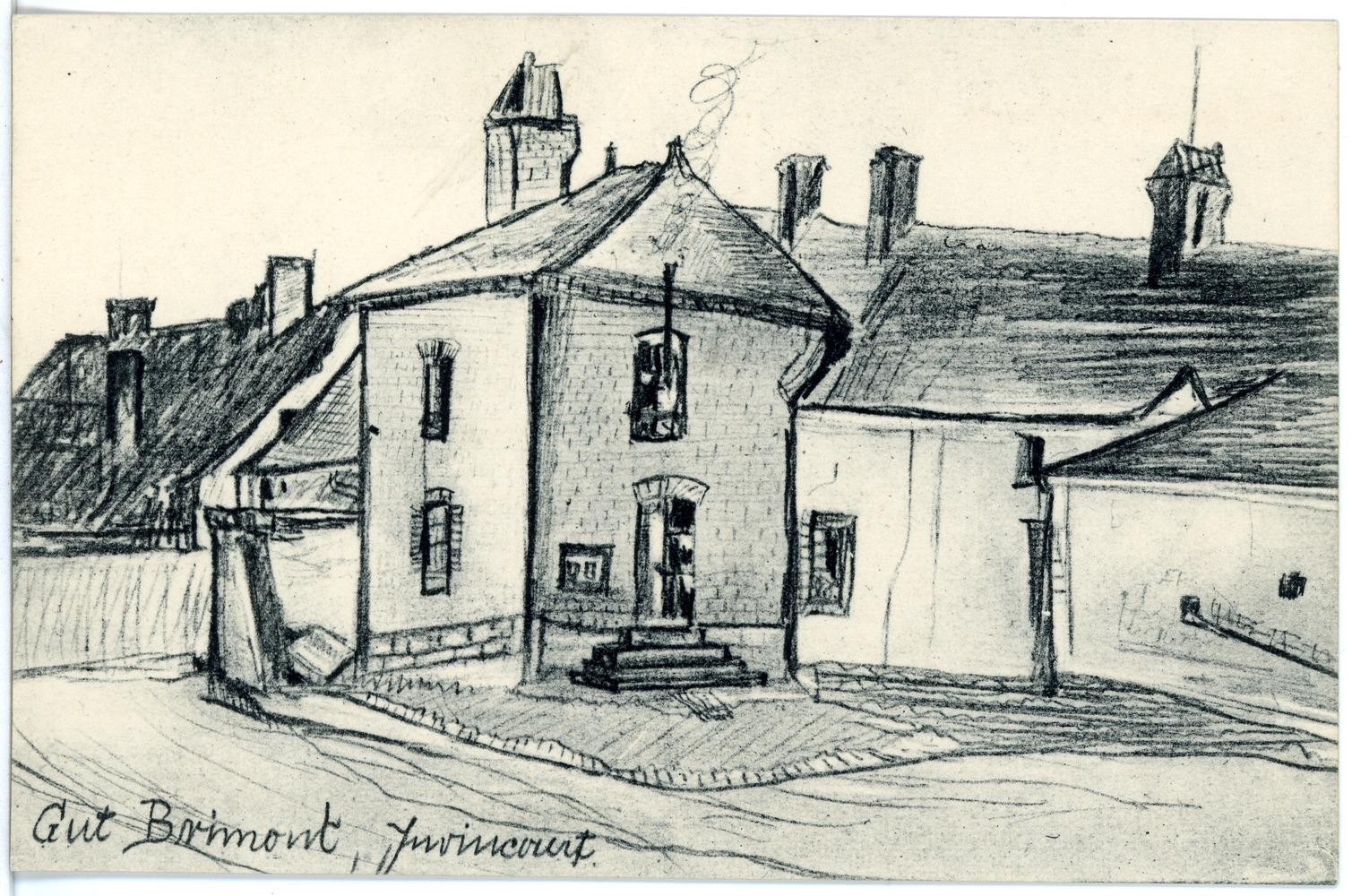

### L'aérodrome

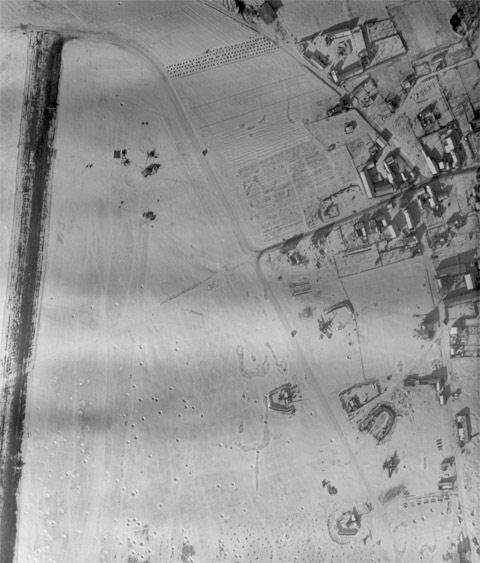
Le terrain d'atterrissage photographié en 1944 par l'aviation américaine.

Afin de défendre le territoire national dans le cadre de la montée des périls, l'armée française exproprie 120 ha de terrain en 1937 pour y aménager une plate-forme d'opérations, c'est-à-dire un terrain d'atterrissage sommaire pour l'aviation. Ce site, abandonné par l'armée française, est occupé par la Luftwaffe après l'occupation de la France.
La Luftwaffe construit, hors du site initial, un important Flugplatz qui devient l'aérodrome militaire le plus important de la France occupée, constitué de trois pistes d'environ 1 600 × 50 m, bétonnée pour celle située la plus au sud et en tarmacadam pour les deux autres, ensemble réuni par une voie de circulation empruntant elle-même une section de la R 44. L'aérodrome est alors la base de plus de 300 avions de toutes natures. Parmi eux, certains y réalisent leurs premières missions opérationnelles (Messerschmitt 262, Arado Ar 234)
Après la Libération, l'aérodrome de Juvincourt devient un important centre logistique utilisé pour le rapatriement des prisonniers de guerre vers leur pays d'origine, avant d'être restitué à l'armée Française le 2 juillet 1945. L'équipement est réutilisé dans le cadre des accords interalliés comme base aérienne d'opérations de l'OTAN dotée : 
- d'une piste de 1 850 m utilisant au maximum la piste sud,
- d'un taxiway parallèle,
- de 12 aires de départ à chaque extrémité de la piste,
- de 48 aires de dispersion.

L'aérodrome de Juvincourt sera finalement déclassé du domaine public de l'État en janvier 1970,.

## Politique et administration

### Découpage territorial
La commune de Juvincourt-et-Damary est membre de la communauté de communes de la Champagne Picarde, un établissement public de coopération intercommunale (EPCI) à fiscalité propre créé le 22 décembre 1995 dont le siège est à Saint-Erme-Outre-et-Ramecourt. Ce dernier est par ailleurs membre d'autres groupements intercommunaux.
Sur le plan administratif, elle est rattachée à l'arrondissement de Laon, au département de l'Aisne et à la région Hauts-de-France. Sur le plan électoral, elle dépend du canton de Villeneuve-sur-Aisne pour l'élection des conseillers départementaux, depuis le redécoupage cantonal de 2014 entré en vigueur en 2015, et de la première circonscription de l'Aisne  pour les élections législatives, depuis le dernier découpage électoral de 2010.

### Administration municipale
| Période                                  | Période                       | Identité              | Étiquette | Qualité                                                   |
| ---------------------------------------- | ----------------------------- | --------------------- | --------- | --------------------------------------------------------- |
| Les données manquantes sont à compléter. |                               |                       |           |                                                           |
| mars 2001                                | mars 2008                     | Bernard Soudant       |           |                                                           |
| mars 2008                                | 2014                          | Denis Brillouet       |           |                                                           |
| 2014                                     | février 2016                  | Pierre Soudant        | DVD       | Retraité agricole Décédé en fonction                      |
| avril 2016                               | En cours (au 12 juillet 2020) | Jean-Louis Ducatillon |           | Retraité de l'enseignement Réélu pour le mandat 2020-2026 |

## Démographie
L'évolution du nombre d'habitants est connue à travers les recensements de la population effectués dans la commune depuis 1793. Pour les communes de moins de 10 000 habitants, une enquête de recensement portant sur toute la population est réalisée tous les cinq ans, les populations de référence des années intermédiaires étant quant à elles estimées par interpolation ou extrapolation. Pour la commune, le premier recensement exhaustif entrant dans le cadre du nouveau dispositif a été réalisé en 2007.

En 2022, la commune comptait 608 habitants, en évolution de +2,88 % par rapport à 2016 (Aisne : −1,97 %, France hors Mayotte : +2,11 %).
| 1793 | 1800 | 1806 | 1821 | 1831 | 1836 | 1841 | 1846 | 1851 |
| ---- | ---- | ---- | ---- | ---- | ---- | ---- | ---- | ---- |
| 534  | 578  | 630  | 690  | 786  | 808  | 806  | 820  | 842  |

| 1856 | 1861 | 1866 | 1872 | 1876 | 1881 | 1886 | 1891 | 1896 |
| ---- | ---- | ---- | ---- | ---- | ---- | ---- | ---- | ---- |
| 837  | 788  | 786  | 677  | 705  | 666  | 638  | 640  | 605  |

| 1901 | 1906 | 1911 | 1921 | 1926 | 1931 | 1936 | 1946 | 1954 |
| ---- | ---- | ---- | ---- | ---- | ---- | ---- | ---- | ---- |
| 580  | 641  | 568  | 301  | 429  | 463  | 493  | 433  | 546  |

| 1962 | 1968 | 1975 | 1982 | 1990 | 1999 | 2006 | 2007 | 2012 |
| ---- | ---- | ---- | ---- | ---- | ---- | ---- | ---- | ---- |
| 509  | 467  | 413  | 412  | 392  | 370  | 444  | 454  | 544  |

| 2017 | 2022 | - | - | - | - | - | - | - |
| ---- | ---- | - | - | - | - | - | - | - |
| 599  | 608  | - | - | - | - | - | - | - |

## Culture locale et patrimoine

### Lieux et monuments
- Église Saint-Rémi.
- L'ancien terrain d'aviation de Juvincourt, créé par l'Armée de l'air un peu avant la dernière guerre (trois pistes d'envol en béton aménagées par les Allemands, qui en font l'une des principales plateformes de la Luftwaffe en France occupée)[38].
- Monument aux morts[39].

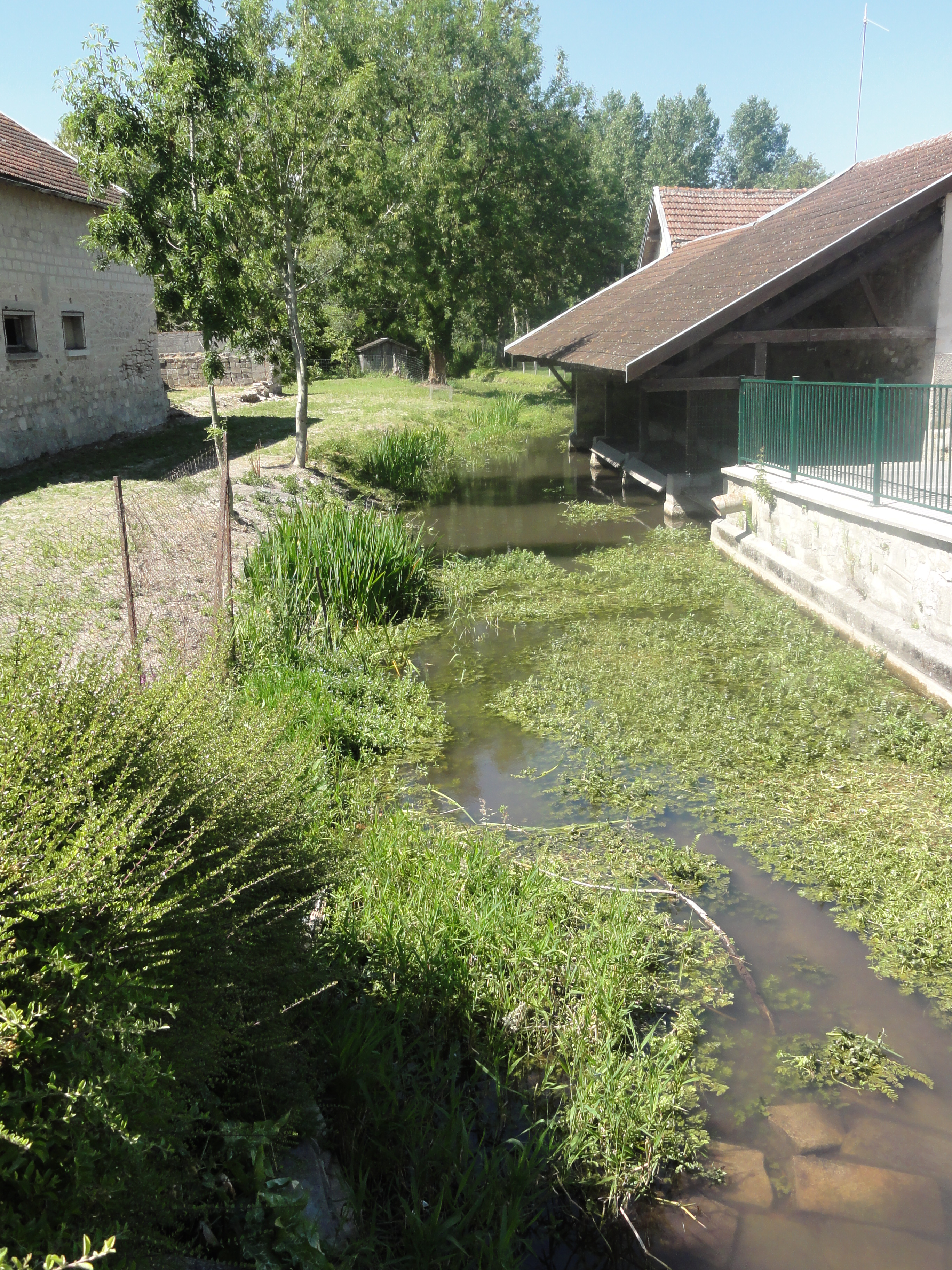
La Miette et le lavoir
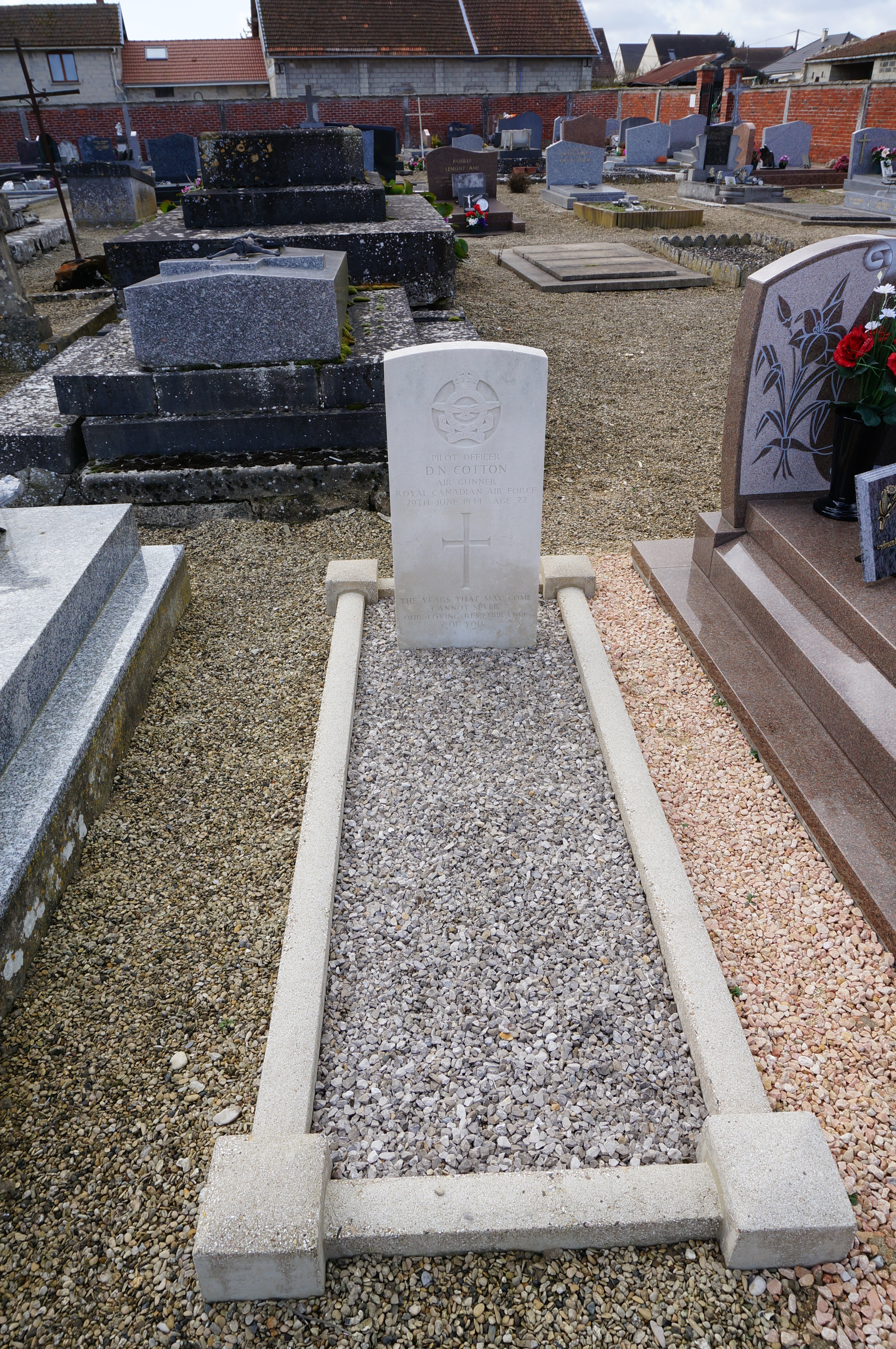
Tombe militaire de D. N. Cotton, aviateur canadien tué en 1944, au cimetière de la commune
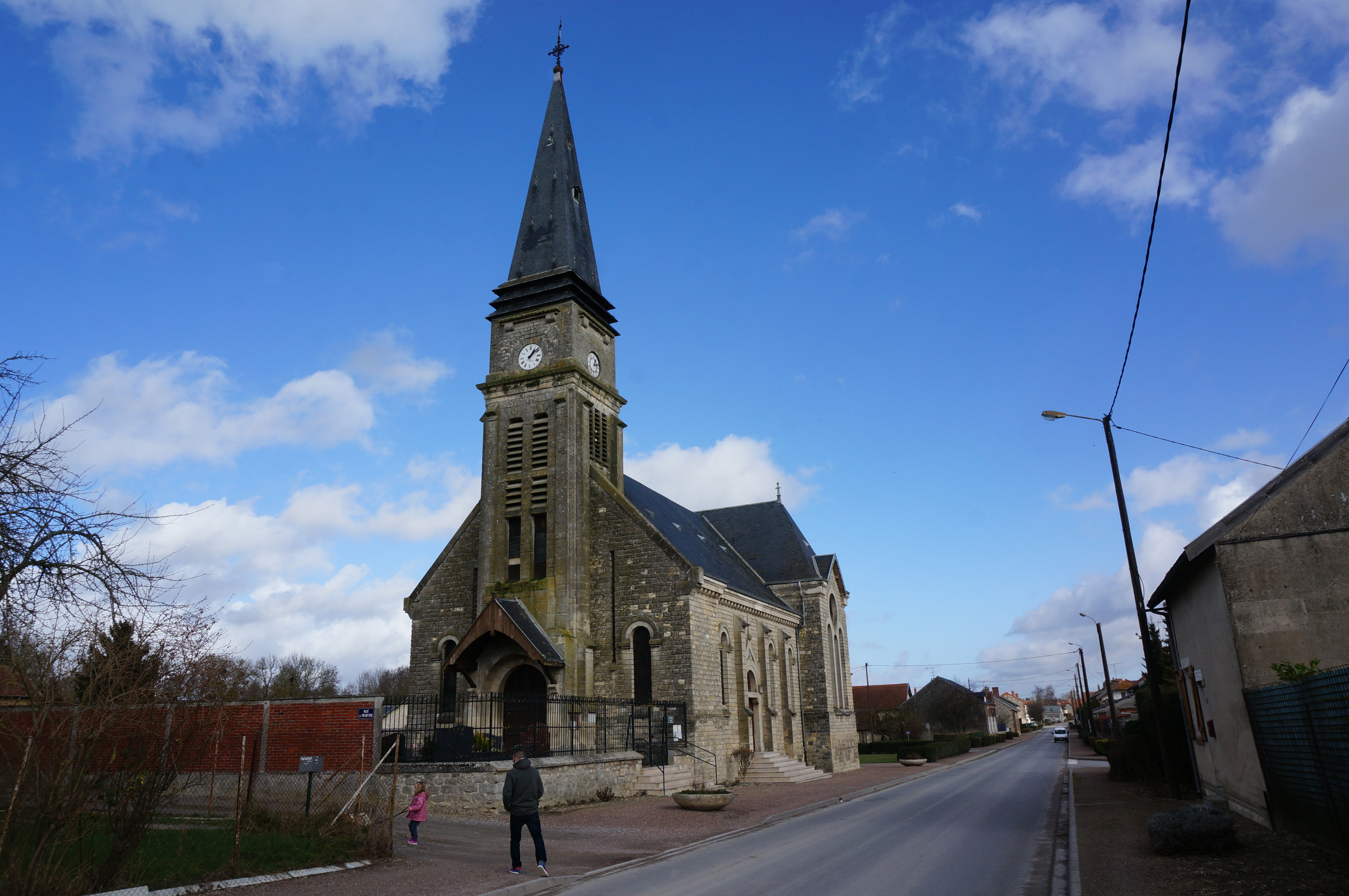
L'église Saint-Rémi.
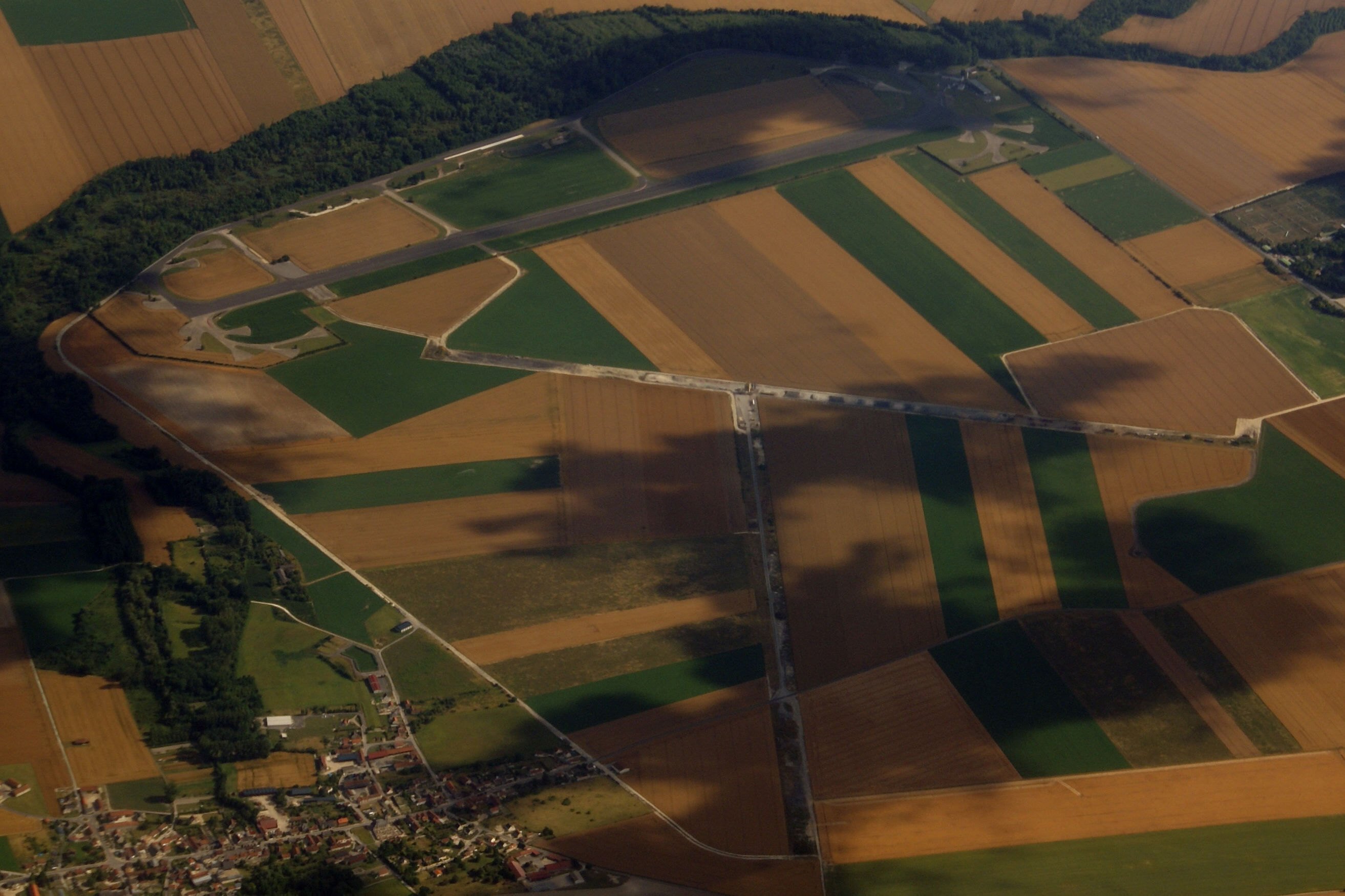
Vestiges du camp d'aviation en 2009

### Personnalités liées à la commune
- François Bonlieu, skieur alpin français né en 1937 à Juvincourt

### Juvincourt dans les arts
- Roman : Georges Thomas, Les chars d'assaut à Juvincourt, Paris, J. Rouff, coll. « Patrie », 1917, 32 p. (lire en ligne), lire en ligne sur Gallica.